# برایتویت (لوئیزیانا)
برایتویت (به انگلیسی: Braithwaite) یک منطقهٔ مسکونی در ایالات متحده آمریکا است که در پریش پلاکماینس، لوئیزیانا واقع شده‌است. برایتویت ۲٫۱۳ متر بالاتر از سطح دریا واقع شده‌است.